# São Francisco (Nuno Gonçalves)
São Francisco, é um quadro do pintor português Nuno Gonçalves. Pintura a óleo e têmpera sobre madeira, mede 117 cm de altura e 90 de largura.
O quadro está no Museu Nacional de Arte Antiga de Lisboa.